# Benvenuto Cellini (ópera)
Benvenuto Cellini  es una ópera en dos actos, compuesta por Hector Berlioz, con libreto de Léon de Wailly y Auguste Barbier. Su estreno, en la Ópera de París el 10 de septiembre de 1838, fue un fracaso.
Benvenuto Cellini se representa raras veces y no es parte del repertorio habitual. En las estadísticas de Operabase Archivado el 14 de mayo de 2017 en Wayback Machine. aparece con sólo 5 representaciones para el período 2005-2010. El estreno en Estados Unidos fue en Nueva York el 22 de marzo de 1965, en el Philharmonic Hall. En España, se estrenó en 1977, en el Gran Teatro del Liceo de Barcelona. La primera representación en el Metropolitan Opera fue el 4 de diciembre, de 2003, con dirección de James Levine.

## Argumento
Tiempo: 1532
Lugar: Roma, durante el Carnaval, sobre el Lunes, Martes de Carnaval y Miércoles de ceniza.

### Acto I
Escena 1 (Residencia de Balducci)
Balducci ha sido llamado a un encuentro con el papa Clemente VII en relación con el encargo del papa de una estatua de bronce de Perseo del escultor Benvenuto Cellini.  Balducci hubiera preferido Fieramosca como el escultor elegido, y también debido a que él espera casarse con su hija Teresa a Fieramosca.  Pero Teresa está enamorada de Cellini.
Un ramo de flores aterriza a los pies de Teresa. Lleva una nota de Cellini diciendo que él viene. Así lo hace, y explica su plan de llevársela de su padre de manera que puedan vivir juntos. Él y su asistente Ascanio se disfrazarán como monjes, y se la llevarán de donde su padre durante el martes de carnaval, cuando el cañón del Castillo de Sant'Angelo suena para marcar el final del carnaval. Fieramosca ha entrado también en la habitación, e intenta oírlos. Y no oye toda la información.
Al oír a Balducci acercarse, Fieramosca se oculta en el dormitorio de Teresa, y Cellini se esconde detrás de la principal puerta de la habitación. Balducci entre y Cellini escapa mientras tanto. Para sorpresa de Teresa, Balducci descubre a Fieramosca en la habitación.  Él y Teresa llaman a los sirvientes y vecinos para llevarse a Fieramosca y lanzarlo fuera a la fuente, pero Fieramosca se libera del público.
Escena 2 (Piazza Colonna)
Cellini, sus aprendices y sus amigos cantan las alabanzas de ser orfebres.  Bernardino pide más vino, pero el dueño de la posada exige que pague la cuenta. Aparece entonces Ascanio con el anticipo del pago del Papa por la estatua de Perseo, pero también con la advertencia de que la estatua debe forjarse al día siguiente.  La cantidad de dinero en el anticipo es menor de lo esperado, lo que da nuevo ímpetu al plan de burlarse de Balducci en la casa de Cassandro esa noche.
Fieramosca también ha oído este plan, y se lo confía a su amigo Pompeo.  Pompeo le sugiere que ellos también se disfracen de monjes y que sean ellos mismos los que rapten a Teresa.
El pueblo se reúne en la plaza. Un grupo entra en la casa de Cassandro, donde se desarrolla "la ópera-pantomima del rey Midas o Las orejas de asno". Entran Balducci y Teresa, poco después Cellini y Ascanio vestidos de monjes, y luego Fieramosca y Pompeo disfrazados de manera similar.  En la pantomima, Arlequín y Pierrot compiten por la atención del rey Midas, que está vestido para asemejarse a Balducci.  Ante esto, el auténtico Balducci se acerca al escenario, dejando a Teresa sola. Ambas parejas de "monjes" se acercan entonces a Teresa, para gran confusión de la misma. Los cuatro monjes empiezan a luchar a espada, y en la pelea, Cellini apuñala fatalmente a Pompeo.  El grupo queda callado, y Cellini es arrestado por asesinato. Cuando se lo van a llevar, suenan tres cañonazos del Castillo de Sant'Angelo, lo que marca el final del Carnaval y el principio de la Cuaresma. Se apagan todas las luces de la plaza. Durante la oscuridad y la confusión posteriores, Cellini se escapa de sus captores y Ascanio y Teresa se marchan.  Fieramosca es entonces arrestado por error en lugar de Cellini.

### Acto II
Escena 1 (Miércoles de Ceniza, estudio de Cellini)
Ascanio y Teresa esperan a Cellini en su estudio. Cuando pasa una procesión de monjes, ellos se unen a la oración. Entra entonces Cellini, aún disfrazado de monje, y narra su escapada. Debido a que ahora lo buscan por asesinato, planea escaparse de Florencia con Teresa, pero Ascanio le recuerda que debe fundir la estatua. Ascanio se va en busca de un caballo. Balducci y Fieramosca aparecen entonces. Balducci denuncia a Cellini como asesino y luego promete a Teresa a Fieramosca en matrimonio.

El Papa luego aparece para comprobar el progreso de la estatua. Cellini se excusa, pero el Papa lo despide y decide entonces dar el encargo a otro escultor. Cellini entonces amenaza con destruir el molde, y cuando los guardias del Papa se le acercan, alza su martillo. El Papa entonces hace una oferta a Cellini: si puede forjar la estatua esa tarde, perdonará los crímenes de Cellini y le permitirá casarse con Teresa.  Pero si Cellini fracasa, será colgado.

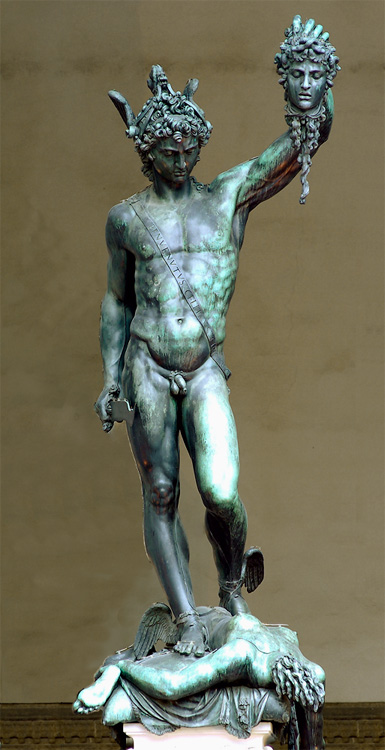
Escultura de bronce de Benvenuto Cellini

Escena 2 (Miércoles de Ceniza, por la tarde, fundición de Cellini)
Después de un aria de Ascanio, Cellini aparece en escena y ensalza la vida tranquila de un pastor. Los trabajadores están a sus labores y cantan una canción marinera, que Cellini ve como un mal augurio. Ascanio y Cellini animan a los orfebres a seguir con su trabajo. Fieramosca llega entonces con dos sicarios y desafía a Cellini a duelo. Cellini acepta y pide celebrarlo allí mismo, pero Fieramosca prefiere que se haga lejos de su lugar de trabajo. Fieramosca y sus hombres se marchan.
Llega Teresa y ve a Ascanio entregarle a Cellini su arma, pero Cellini la asegura que él estará a salvo. A solas, ella oye a los trabajadores dejar sus herramientas y dejar el trabajo, pues no se les ha pagado y Cellini no les da instrucciones. Ella intenta asegurarles que serán pagados al final, pero sin éxito. Aparece entonces Fieramosca, y Teresa se desmaya, creyendo que Cellini ha muerto. No es así, pues Fieramosca va a ofrecer un soborno a los orfebres para que abandonen completamente el trabajo. Esto vuelve a los orfebres en contra de Fieramosca y confirman su lealtad a Cellini. Cellini reaparece entonces, y él y los trabajadores fuerzan a Fieramosca a ponerse la ropa de trabajo y ayudarles.
Por la tarde, llegan el papa y Balducci para ver si la estatua está terminada. Fieramosca entonces anuncia que se han quedado sin metal, lo que confirman Francesco y Bernardino. Balducci y Fieramosca están complacidos ante el inminente fracaso de Cellini. Cellini entonces reza, y en un momento de desesperación ordena que todas las obras de arte de su estudio, del metal que sean, las pongan en el crisol y las fundan, para consternación de Francesco y Bernardino. Después de hacer esto, una explosión vuela la tapa del crisol. Luego el metal fundido emerge para rellenar el molde, y la forja ha tenido éxito. Balducci y Fieramosca reconocen el éxito de Cellini. El Papa perdona a Cellini, quien se une a Teresa. La ópera cierra con una alabanza para los orfebres.